# Municipio de Hammer (Dakota del Norte)
El municipio de Hammer (en inglés: Hammer Township) es un municipio ubicado en el condado de Ramsey en el estado estadounidense de Dakota del Norte. En el año 2010 tenía una población de 52 habitantes y una densidad poblacional de 0,56 personas por km².

## Geografía
El municipio de Hammer se encuentra ubicado en las coordenadas 48°24′24″N 98°54′21″O / 48.40667, -98.90583. Según la Oficina del Censo de los Estados Unidos, el municipio tiene una superficie total de 92.89 km², de la cual 91,05 km² corresponden a tierra firme y (1,98 %) 1,84 km² es agua.

## Demografía
Según el censo de 2010, había 52 personas residiendo en el municipio de Hammer. La densidad de población era de 0,56 hab./km². De los 52 habitantes, el municipio de Hammer estaba compuesto por el 94,23 % blancos, el 5,77 % eran asiáticos. Del total de la población el 0 % eran hispanos o latinos de cualquier raza.